# Культурна спадщина в Португалії

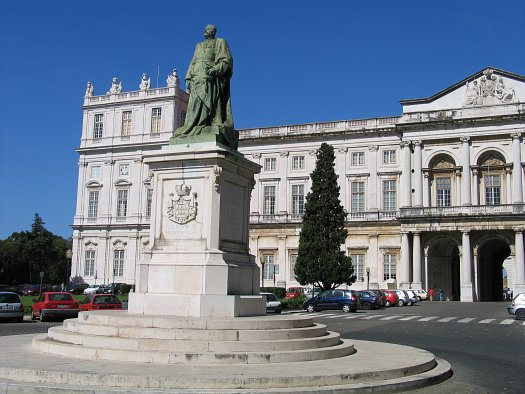
Ажудський палац, місце розташування Генеральної дирекції

Культу́рна спа́дщина в Португа́лії (порт. Património cultural em Portugal) — особливі пам'ятки культури в Португалії, визначені законом про культурну спадщину від 2001 року. До них належать артефакти, що мають надзвичайну історичну, культурну, естетичну, суспільну технічну або наукову цінність. Визначенням і обліком таких пам'яток, а також класифікацією, збереженням і охороною займається Генеральна дирекція культурної спадщини при Міністерстві культури Португалії. За типом нерухомих об'єктів поділяються на три категорії пам'яток: 
- (1) національні (національного значення; порт. Monumento Nacional),
- (2) громадські (громадського значення; порт. Imóvel de Interesse Público),
- (3) муніципальні (муніципального значення; порт. Imóvel de Interesse Municipal).

За видами спадщину класифікують на пам'ятки (архітектури, монументального мистецтва, історії, археології, науки і техніки, містобудування, садово-паркового мистецтва, історичного ландшафту тощо; порт. Monumento), ансамблі пам'яток (порт. Conjunto) і місцевості (порт. Sítio ). Станом на 2017 рік в країні нараховується понад 4051 об'єкт культурної спадщини (з них 807 — національні пам'ятки, 2672 — громадські, 572 — муніципальні). 15 пам'яток зареєстровані як об'єкти Світової спадщини ЮНЕСКО.

## Національні пам'ятки
Категорія:Національні пам'ятки Португалії
- Батальський монастир